# Мел Бони
Мел Бони (фр. Mélanie Bonis; Париз, 1. јануар 1858 - Сарсел, 18. март 1937) је била париска и француска композиторка, која је своја дела објављивала под  псеудонимом „Мел Бони“ да би сакрила чињеницу да је аутор тих дела жена.

## Живот и каријера
Рођена је 1858. године у Паризу. Као девојчица строго је васпитана током кога је стекла и верско образовање. Музику је почела да учи самостално, упркос противљењу родитеља. Један од породичних пријатеља, приметивши Меланиине способности, упознао је са Цезаром Франком, а годину дана касније, у доби од 19 година, примљена је у париски конзерваторијум, у коме је код Франка учила оргуље, заједно са Дебисијем и Пиернетом. Мелани се одликовала добрим академским успехом и посебно је била запажена по хармонији и пратњи.
На конзерваторијуму је упознала Amédée Louis Hettich (1856-1937) певача и музичког критичара, заљубила се и желела да се уда за њега. Међутим њени родитељи су се спротивили овом браку и, штавише, приморали Мел да напусти студије на конзерваторијуму како би спречила њихове даље љубавне сусрете. 
Током 1883. године, Мелани се на инсистирање родитеља удала за индустријалца Albert Domange-а, удовца и оца петоро деце, који је био старији од ње 25 година. У овом браку имала је троје деце. 
Након удаје Мелани је престала да се бави музиком, али након неколико година, када се поновног сусрета са Hettich-ом, вратила се под његовим утицај на посао. Мелани  и Hettich  су још увек били заљубљени једно у друго, и за Мелани  је започео тежак период унутрашње борбе између осећања за њега и њених верских уверења. Добила је четврто дете, ванбрачну ћерку Маделен коју није могла званично да призна.. Девојчицу је одгојила бивша Меланијина собарица. 
Убрзо након избијања Првог светског рата, Мадленина усвојитељка је умрла, а Мелани  је довела ћерку у свој дом,  представљајући је као своју кумицу и сироче. Меланин муж  је умро 1918. при крају Првог светског рата. 
У исто време, њен најстарији син Едуард, вративши се из заточеништва у логору током Првог свесестског рата, заљубио се у Мадлену. Немајући друге аргументе против њиховог савеза, мајка је била принуђена да сину и самој Мадлени открије тајну њеног порекла . Био је то дубок шок за све троје и Мелани се никада није потпуно опоравила од тога. Ипак, ово ју је приближило ћерки, која се такође показала способним музичарем. Мадлен се 1923. године удала и постала мајка троје деце.
Иако је име Мел Бони било надалеко познато,  немајући подршку породице и доживљавајући сталне унутрашње сукобе, она се постепено удаљавала од креативности и све више живела  повучено, проналазећи утеху у религији.
Преминула је 18. марта 1937. у Сарселу  граду у Француској у Париском региону, у департману Долина Оазе.

## Дело
Упркос драматичности ситуацији у породици, тих  година Мелани је биле изузетно плодоносне у погледу компоновања. Иако у тешком психичком стању Бони  је нашла утеху у компоноваеу и створила:
- 60 соло клавирских дела,
- већи број комада за два клавира;
- око 30 комада за оргуље;
- двадесетак камерних дела, укључујући три сонате за флауту, виолину, виолончело и клавир;
- два квартета за клавир и гудаче;
- „Свиту у старом стилу“ за седам дувачких инструмената;
- септетзу за клавир, две флауте и гудачки квартет;
- једанаест оркестралних дела итд.[1]

Бонина дела из тог периода  која су се одликовал  жанровском и стилском разноликошћу и постромантизмом, јако добро су прихваћена од публике, извођача и издавача. Њена дала објављивали су највећи музички издавачи у Француској.
Бони је одражал и многе солистичке концерте, у Паризу и Француској. Такође је давала своја дела за извођење познатим музичарима из Француске и Швајцарске. 